# Stroheckeria quadrimaculata
Stroheckeria quadrimaculata is een keversoort uit de familie zwamkevers (Endomychidae). De wetenschappelijke naam van de soort werd in 2006 gepubliceerd door Tomaszewska.